# 萊納斯·塞巴斯蒂安
萊納斯·加布里埃爾·塞巴斯蒂安（英語： 1986年8月20日—）是加拿大YouTuber、主持人、製作人。莱纳斯于2013年创建了莱纳斯传媒集团（Linus Media Group），并担任其CEO。
他以創立并主持4個Youtube科技頻道聞名：Linus Tech Tips（莱纳斯谈科技）、Techquickie（电子速谈）、TechLinked（科技链）、ShortCircuit（科技过电）以及搞笑頻道Channel Super Fun（超好玩频道），他还有个不屬於莱纳斯传媒集团的私人頻道LinusCatTips，訂閱總數超過1100万。此外，他创建了Mac Address和Carpool Critics频道，但他并不主持上述频道。其中，Linus Tech Tips、Techquickie、ShortCircuit、Mac Address和Channel Super Fun在中国大陆由輝光字幕組在嗶哩嗶哩營運。2007年到2015年，他還是現已破产的加拿大計算機零售商NCIX的技術影片主持人。2015年，Inc.雜誌將萊納斯評為「科技圈內最有實力的30位玩家」第四名。他也是Floatplane Media的CEO。
截止至2021年6月，他創立的頻道Linus Tech Tips是YouTube最受關注的科技頻道2014年，Tubefilter將該頻道評選為YouTube科技頻道中「谷歌首選廣告頻道的前1%」。截止2020年2月5日，Linus Tech Tips有1000万订阅者，订阅数在加拿大排第14。

## 職業生涯

### NCIX和 Linus Tech Tips

自2018年启用的Linus Tech Tips标志

萊納斯曾擔任現已解散的加拿大計算機零售商NCIX的產品經理。該公司要求他成為其科技頻道的主持人，該頻道旨在幫助展示他們的產品。萊納斯得到一位身份不明的攝影師和剪輯師的幫助，使用有限的資源，用從公司總裁的兒子那借來的相機拍攝影片。他的第一條影片是介紹Sunbeam CPU散熱器。
頻道早期成本高但收視率頗低，萊納斯獲任命創立了Linus Tech Tips頻道，作為NCIX頻道的廉价分支以允許更低的制作质量而不影響NCIX品牌的聲譽。他將TigerDirect和新蛋描述為競爭對手。Linus Tech Tips創立於2008年11月24日。
萊納斯沒有在NCIX全職製作影片，在该公司工作期間，他曾擔任全職銷售、高端PC設計師和產品經理。

### 莱纳斯传媒集团

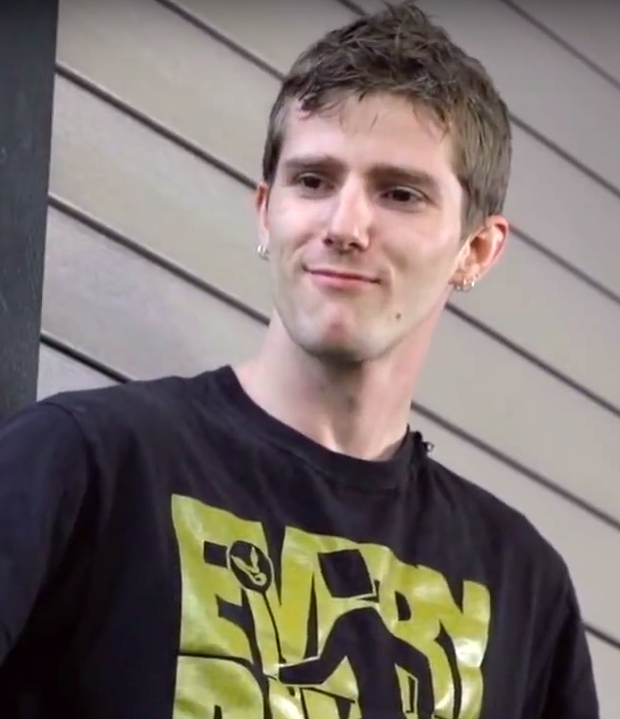
2013年8月的莱纳斯·塞巴斯蒂安

萊納斯于2013年1月和Luke Lafreniere、Edzel Yago和Brandon Lee在其住宅車庫内創立了莱纳斯传媒集团（缩写：LMG）。該公司作為獨立企業制作了Linus Tech Tips。莱纳斯也開始在Techquickie投入精力。
2013年9月，萊納斯接受了克里斯·皮里洛（Chris Pirillo）的采访。莱纳斯讨论了他频道的未来，并回答了通过社交媒体发送给Pirillo的问题。
他在2014年一次采访中透露，YouTube职业生涯初期没有创业资金時，在找出如何养家糊口以及雇用员工的压力下度过了一个不眠之夜。
该公司之前在不列颠哥伦比亚省萨里一間住宅里工作，2015年首次搬入商业办公區。移动过程记录在一系列VLOG中，成为Linus Tech Tips频道历史上極受好评的系列影片。从那以后，莱纳斯在搬迁后還偶尔發佈了了办公室VLOG。
截至2018年9月16日，Linus Tech Tips，Techquickie和Channel Super Fun三個频道分别發佈了4284條影片，566條影片和158條影片，包括了产品介紹，建築日志，VLOG和原创网络系列節目。Linus Tech Tips每天都会发布新影片。
在2018年5月，萊納斯宣布他的目标是要收購YouTube频道NCIX Tech Tips，但沒能成功。相反，莱纳斯传媒集团决定创建新YouTube頻道TechLinked，并挖來了前NCIX Tech Tips主持人Riley Murdock。
2019年，莱纳斯创建了ShortCircuit频道，旨在制作短小、Vlog式的开箱和上手视频。
2020年，莱纳斯创建了Carpool Critics博客，旨在评论电影。频道由莱纳斯传媒集团的若干雇员主持。
2021年，莱纳斯创建了Mac Address频道，旨在制作苹果公司产品的视频。频道由Jonathan Horst主持。
截至2022年4月，莱纳斯传媒集团有65名全职雇员。
2023年5月，莱纳斯宣布自己将在2023年7月1日后辞去莱纳斯传媒集团首席执行官一职，由莱纳斯在NCIX的前领导Terren Tong担任集团CEO。莱纳斯将转为专注于内容的首席愿景官（Chief Vision Officer）。

### 較大的項目

#### The WAN Show（2012年至今）
The WAN Show 是由萊納斯和Luke Lafreniere主持的日常直播。節目中，他們討論了科技界的新聞報道，提出了他們的觀點和問題。截至2021年8月20日已經播放了275期。其它莱纳斯传媒集团的員工偶爾會代替萊納斯或Luke Lafreniere來主持。

#### 全屋水冷（英語：Whole Room Water Cooling）（2014至2015年）
“全屋水冷”記錄了萊納斯試圖通過將工作站連接到房屋的水冷循環並把所有熱量從建築物排出以降低工作站及房間的溫度。在7個月的7集后，萊納斯宣佈該項目失敗。萊納斯提到這主要是由於管道腐蝕，導致冷卻部件和PC部件無法使用。

#### 廢品大戰（英語：Scrapyard Wars）（2015至2024年）
廢品大戰是一個跟隨萊納斯和Luke Lafreniere這兩個有時會成為競爭對手人的視角，讓他們在有限預算、時間和主題內組建出一台性能最佳或性价比最高的PC。节目共八季。2021年，莱纳斯和Luke在一期Wan Show中称废品大战完成了历史使命，并不再考虑继续制作该节目。

## 2023年3月頻道遭入侵
2023年3月23日，Linus Tech Tips、TechLinked和Techquickie遭駭客入侵，隨後因安全漏洞被終止。駭客修改了頻道名，將主頻道改名為Tesla並開始播放兩條相同的直播，這些直播的内容是埃隆·马斯克、杰克·多西和其他人談論以太坊、GPT-4和其他主題的深度伪造。直播分別持續了20分鐘和35分鐘，並在影片描述中宣傳「加密贈品」。駭客還隐藏許多影片，隨後將它們公開，並上傳了標題為「DONOTUPLOAD」的影片，隨後將名稱改為LinusTechTipsTemp以顯得更真實。所有被入侵的頻道在世界標準時上午11:51之前某時間都已終止，儘管尚不清楚是駭客還是YouTube所為，但截至標準時晚上10點，尚未恢復。標準時下午3點左右，莱纳斯在Floatplane稱已「鎖定」所有內容，並且正與Google合作以恢復所有內容。

## 爭議

### 遭Gamers Nexus指控對評測不負責任的行為
2023年6月24日，莱纳斯團隊上傳了來自新創公司Billet Labs的CPU/GPU水冷頭的評測影片。其中GPU水冷頭是Billet Labs專為GeForce RTX 3090 Ti顯示卡設計的，Billet Labs將水冷頭的原型產品與RTX 3090 Ti顯示卡出借給莱纳斯團隊評測，結果莱纳斯團隊卻使用了RTX 4090顯示卡評測，造成散熱效果不理想。後續Billet Labs要求莱纳斯團隊需要歸還產品，但莱纳斯團隊擅自作主的在七月底舉行的LTX 2023展會中將原型產品拍賣出去。8月15日，Gamers Nexus上傳了影片出面指控莱纳斯團隊一系列錯誤的數據測試、開箱評測、擅自把廠商出借的原型產品隨意販售等不負責任行為。例如GeForce RTX 4090的效能超過RTX 3090 Ti的3倍、RTX 4060 Ti/4060的PCIe 4.0通道數量說錯、測試滑鼠結果鼠腳的貼紙沒有撕掉等錯誤。且事後很多錯誤的影片其實只需要簡單重錄、剪輯即可，但莱纳斯團隊卻只使用註解的方式處理，造成把影片當Podcast聽的玩家被誤導。影片上傳後，莱纳斯在自家論壇發表相關聲明，文中提到Gamers Nexus其實可以先向他們求證，像是他們並沒有「販售」原型水冷頭，而是「慈善拍賣」，另外水冷頭拍賣後的費用還沒有支付給Billet Labs，同時莱纳斯團隊已經同意補償水冷頭方面的相關費用。關於當時測試水冷時使用不合理的硬體配置，莱纳斯有向他的團隊成員Adam詢問意見，Adam有表示不管產品表現得多糟，都應該要重新測試。就如同開箱超跑的影片不是吸引大家去買，而是滿足觀眾想看超跑狂奔與極限上的表現。莱纳斯認為自己錯估了觀眾的期望，這不是因為他不在乎觀眾，而是他更在乎一個產品對於潛在客戶的影響力，他不是要去惡意中傷Billet Labs。相關聲明發表後，Gamers Nexus與大量網友都不滿意。8月16日，Gamers Nexus上傳了影片批評了莱纳斯的聲明，認為內容讓人「非常失望」，特別是水冷頭的問題，Gamers Nexus團隊為此詢問了Billet Labs關於拍賣和賠償相關內容。結果Billet Labs狠狠打臉莱纳斯，Billet Labs在事情炎上之前，根本就沒有收到任何賠償相關事宜，甚至在水冷頭被拍賣之後， Billet Labs向莱纳斯團隊詢問是否會有補償時，居然還被已讀不回。而在莱纳斯的聲明後，Billet Labs在Reddit上公開了目前的處理狀況，表示莱纳斯可以替他們追回被拍賣掉的水冷頭，但他們已經拒絕了，並改為要求金錢賠償，因為團隊已經花鉅資重新打造新的水冷頭，且無法確定被拍賣的水冷頭在追回後是否還能正常使用。更重要的是，Billet Labs已經對莱纳斯團隊徹底失去了信心，畢竟莱纳斯團隊不但擅自拍賣了水冷頭，就連一同出借的RTX 3090 Ti都要不回來，加上對方先前一系列的行為，讓Billet Labs在這部分耗費太多成本。隨後，莱纳斯團隊上傳了一部影片針對上述情況道歉，並表示將暫停影片製作一週。

### 遭前員工指控莱纳斯传媒集团工作環境糟糕
2023年8月16日，前莱纳斯传媒集团員工Madison Reeve在推特上指控莱纳斯传媒集团，稱公司的工作環境非常糟糕，每天必須發3條推特貼文、2個Instagram帖子、2個抖音影片；平均每周要策畫、拍攝、編輯和發布2篇獨家報導，同時還要包辦一個專案從提出、策畫到管理與安排贊助等事宜，上層卻要求她不准抱怨，因為這是「有趣的工作」。同時，她也指控公司存在性騷擾和性別歧視行為，她曾向莱纳斯反應卻沒得到改善。甚至連向公司請病假都會被訓斥，導致她將她的腿劃出傷口到去急診室。針對Madison的指控，莱纳斯向The Verge發電子郵件表示，否認Madison的指控，稱這些指控與他的回憶、莱纳斯传媒集团作為一家公司的價值觀或他們的內部流程不一致，公司的人力資源部門將進行內部審查。首席執行官Terren Tong表示，隨著對這些指控的內部審查，該公司將聘請一名外部調查員。

## 其他项目
- 2021年9月，莱纳斯在影片宣佈投资了美国初创笔记本电脑公司框架电脑的种子轮，金额约22.5万美元。[29]